# ABU TV Song Festival 2021
l'ABU TV Song Festival 2021 è stata la decima edizione della manifestazione. si è trattato dell'edizione con il minor numero di stati partecipanti. il festival si è svolto a Kuala Lumpur, in Malaysia il 18 Novembre 2021.

## Partecipanti
| Stato         | Cantante                        | Canzone                                   |
| ------------- | ------------------------------- | ----------------------------------------- |
| India         | SUMMERSALT                      | Public Address System of the Khasi people |
| Turchia       | İlyas Yalçıntaş                 | Gel be gökyüzüm                           |
| Vietnam       | The Pentatonic                  | White Snow and Red Azalea                 |
| Macao         | Dr.Jen                          | Say You Love Me                           |
| Corea del Sud | Itzy                            | Loco                                      |
| Brunei        | Suzan Maidin                    | I'm a Woman                               |
| Indonesia     | Denny & Nonou with Mixline Band | Sense of Nusantara                        |
| Malaysia      | Amir Jahari                     | Ingga                                     |
| Kazakistan    | Amre                            | Waves of life                             |
| Giappone      | Milet                           | Inside You                                |